# Polska na mistrzostwach świata juniorów młodszych w lekkoatletyce
Polska na mistrzostwach świata juniorów młodszych w lekkoatletyce – reprezentacja Polski uczestniczy w światowym czempionacie juniorów młodszych od jego pierwszej edycji, która odbyła się w 1999 roku w Bydgoszczy.
Już podczas pierwszej edycji zawodów, których gospodarzem była Polska, zdobyto pierwsze medale – złoto wywalczyła Kamila Skolimowska w rzucie młotem, srebro przypadł kobiecej sztafecie szwedzkiej, a brąz sztafecie 4 x 100 metrów kobiet.

## Podsumowanie startów
W sumie podczas sześciu dotychczasowych edycji mistrzostw Polska zdobyła 12 medali w tym 2 złote, sześć srebrnych i trzy brązowe. W 2005 i 2007 Polacy nie stawali na podium czempionatu – Krzysztof Brzozowski zdobywając w 2009 srebrny medal był pierwszym polskim medalistą mistrzostw od sześciu lat.
| Mistrzostwa Świata Juniorów Młodszych | Złoto | Srebro | Brąz | Razem | Finały | Punkty |
| Bydgoszcz 1999                        | 1     | 1      | 1    | 3     | 14     | 45     |
| Debreczyn 2001                        | 2     | 1      | 1    | 4     | 11     | 45     |
| Sherbrooke 2003                       | 0     | 2      | 0    | 2     | 9      | 35     |
| Marrakesz 2005                        | 0     | 0      | 0    | 0     | 6      | 26     |
| Ostrawa 2007                          | 0     | 0      | 0    | 0     | 4      | 15     |
| Tyrol Południowy 2009                 | 0     | 1      | 0    | 1     | 8      | 30     |
| Lille Metropole 2011                  | 0     | 1      | 1    | 2     | 7      | 30     |

## Polscy medaliści mistrzostw świata juniorów młodszych

### Złoci medaliści
- 1999 – Kamila Skolimowska – rzut młotem
- 2001 – Karol Grzegorczyk – bieg na 400 m;
- 2001 – Tomasz Kaska, Piotr Zrada, Piotr Kędzia, Karol Grzegorczyk – sztafeta szwedzka 100-200-300-400 m

### Srebrni medaliści
- 1999 – Małgorzata Flejszar, Dorota Wojtczak, Hanna Wardowska, Magdalena Uzarska – sztafeta szwedzka 100-200-300-400 m
- 2001 – Piotr Kędzia – bieg na 400 m
- 2003 – Magdalena Sobieszek – pchnięcie kulą
- 2003 – Dariusz Kuć, Kamil Witkowski, Rafał Błocian, Ziemowit Ryś – sztafeta szwedzka 100-200-300-400 m
- 2009 – Krzysztof Brzozowski – pchnięcie kulą
- 2011 – Malwina Kopron – rzut młotem
- 2015 – Szymon Mazur – pchnięcie kulą

### Brązowi medaliści
- 1999 – Dorota Wojtczak, Dorota Dydo, Małgorzata Flejszar, Anita Hennig – sztafeta 4 x 100 m
- 2001 – Anna Olko – skok o tyczce
- 2011 – Patryk Dobek – bieg na 400 m
- 2013 – Natalia Chacińska – skok w dal